# Burakumin
De Burakumin (Japans: 部落民, letterlijk: de mensen van het dorp) zijn een autochtone minderheid in Japan die al eeuwenlang gediscrimineerd wordt. Deze discriminatie is gebaseerd op de beroepen die hun voorouders uitoefenden en door zowel het shintoïsme als het boeddhisme als onrein werden beschouwd wegens hun contact met de dood.

## Oorzaak discriminatie

### Herkomst
De Burakumin stammen af van de Eta (穢多) en Hinin (非人), de verschoppelingen van de samenleving na de invoering van het standensysteem in de Tokugawaperiode.
Andere theorieën over de afkomst van de Burakumin zijn uiteenlopend, sommige zelfs ongeloofwaardig. In veel theorieën worden de voorouders van de Burakumin als niet-Japans beschouwd, hoewel ze op geen enkel punt verschillen van de doorsnee Japanner. Deze theorieën zijn ontstaan toen de mythe ‘De Japanners als homogeen ras’ sterk leefde. De Japanners wilden zich distantiëren van deze paria's; ze hoorden niet bij de normale samenleving. De theorie dat de Burakumin van de Eta en Hinin afstammen is het meest ondersteund.

### De invloed van het shintoïsme en boeddhisme
Het shintoïsme (神道, shintō) is de autochtone godsdienst van Japan waar de begrippen reinheid en onreinheid een belangrijke rol spelen. De meeste goden, zielen en geesten gelden als rein. De mens kan rein worden en het bovennatuurlijke nastreven door een reeks van rituelen uit te voeren. Al wat te maken heeft met de dood is onrein. Door de komst van het boeddhisme uit China (midden 6e eeuw) werd deze theorie over onreinheid versterkt. In het boeddhisme is het doden van levende wezens tegen de vijf voorschriften.
Kegare (穢れ, bezoedeling) is een term uit het shintoïsme die een grote invloed heeft op de Japanse samenleving. Alle contact met onreine zaken zoals de dood, bloed, ziekte, geboorte en het eten van vlees kan tot kegare leiden. Het is de bron van alle kwaad en ongeluk, daardoor moet men bepaalde reinigingsrituelen uitvoeren om zich van deze bezoedeling te ontdoen. In de hedendaagse Japanse samenleving ligt de nadruk meer op geestelijke of spirituele oorzaken van kegare. Toch spelen de bovenstaande oorzaken, zeker de dood, nog steeds een rol.

### Onaanraakbaarheid
Beroepen waar men in contact komt met de dood, bloed en vuil werden onaanvaardbaar door de invloed van het shintoïsme en boeddhisme. Oorspronkelijk ging het vooral om slachters, grafdelvers, leerlooiers en vuilnismannen. Later kwamen daar ook handarbeiders bij, zoals schoenmakers, mandenmakers en bamboeverwerkers.
Deze mensen werden in Japan de Eta (穢多) genoemd, een discriminerende term die letterlijk ‘vol vuil’ betekent. Door hun bezigheden bleven ze permanent onrein en werden ze onaanraakbaar; alle soorten reinigingsrituelen verloren hun werking. Om andere mensen niet aan te tasten, moesten ze buiten de stad wonen en contact met gewone burgers was enkel mogelijk als ze er de toelating voor hadden.
De onaanraakbaarheid van mensen op vlak van geloof is niet alleen in Japan aanwezig. In India, Nepal en Pakistan (Dalit) zijn gelijkaardige situaties. Ook elders in Azië zijn er (minder bekende) voorbeelden, zoals de Baekjeong van Korea en de Ragyabas van Tibet.

## Terminologie
| Term             | Karakters  | Uitleg |
| ---------------- | ---------- | --- |
| Eta              | 穢多       | Mensen die als vervuild beschouwd worden. Het eerste karakter is hetzelfde als dat van de hierboven besproken term, kegare (穢れ) en staat voor allerlei soorten vuil. Het tweede karakter betekent veel, in combinatie met het eerste karakter: veel vuil, een overmaat van vuil.                                                                                 |
| Hinin            | 非人       | Mensen die als onmenselijk beschouwd worden. Het eerste karakter is een voorvoegsel gebruikt bij ontkenning, het tweede staat voor mens. In combinatie: de niet-mensen. |
| Heimin           | 平民       | Een term om het gewone volk aan te duiden. Kort na de Meiji-restauratie werd door het emancipatie-edict (1871) iedereen verheven tot Heimin, met uitzondering van de Eta en Hinin. |
| Shinheimin       | 新平民     | Letterlijk: het nieuwe gewone volk. Door de invoering van het emancipatie-edict werden ook de Eta en Hinin tot gewone burgers verheven. Ze kregen echter shin (新) als voorvoegsel, waardoor ze toch nog te onderscheiden waren van het gewone volk. |
| Tokushu buraku   | 特殊部落   | Letterlijk: speciale dorpen. Deze werd gebruikt omdat de term Shinheimin te discriminerend was. De nieuwe term werd al snel op een andere manier geschreven, namelijk 特種部落. Dezelfde uitspraak, maar één karakter verschil: 種 (shu), wat soort betekent. 特種 (tokushu, speciaal soort) verwijst naar het taboe dat de Burakumin van een ander ras afstammen. |
| Burakumin        | 部落民     | Letterlijk: de mensen van het dorp. Buraku (部落) staat voor dorp en min (民) voor het volk. Deze term verleent de voorkeur van de Burakumin zelf en wordt nu nog steeds gebruikt. Op zich een neutrale term, maar door de geschiedenis heen kreeg het de negatieve connotatie van de Burakuminminderheid.                                                         |
| Hisabetsu Buraku | 被差別部落 | Letterlijk: Buraku die gediscrimineerd worden. Een term die vooral door Japanse scholieren wordt gebruikt. |
| Mikaihō Buraku   | 未解放部落 | Letterlijk: Buraku die nog geëmancipeerd moeten worden. Een term die vooral door Burakuactivisten wordt gebruikt. |
| Dōwa             | 同和       | Officiële term die de regering en gemeenten gebruiken in verband met integratieprojecten voor de Burakumin. |

## Geschiedenis

### Ontstaan van een kaste
De Eta waren erfelijk belast met de onreinheid van hun beroepsactiviteiten en ze aten vlees, wat verboden was volgens het boeddhisme. Ze werden beschouwd als een gevaar voor de samenleving en werden verplicht om zich in geïsoleerde gemeenschappen buiten de stad te vestigen. De eerste nederzettingen dateren vanaf het midden van de Heianperiode (± 9e eeuw). De Eta waren de belangrijkste groep van hun kaste, daarom werd de naam al snel overgedragen op de gehele kaste.
Door de aard van hun beroep slaagden sommige Eta er in een soort van respect te verwerven, ze waren de enigen die aan lederbewerking en dergelijke deden. In tijden van oorlog hadden de machtige daimyō (landheren) een uitgebreide wapenuitrusting nodig, dus lokten ze de Eta met geld naar hun domein. Na de stichting van het bakufu in de Tokugawaperiode brak er een periode van duurzame vrede aan en was de bloeiperiode voor de Eta voorbij.
Tijdens de Tokugawaperiode voegden ook de Hinin (非人) zich bij de kaste. Dit waren vooral entertainers, zwervers en criminelen. Ook zij hadden onaanvaardbare beroepen, maar hun status was niet erfelijk. Voor de Tokugawaperiode was het mogelijk om van hun status verlost te geraken door een respectabel beroep te beginnen.
De Eta en Hinin vielen buiten het standensysteem en konden niet aan hun status ontsnappen; ze mochten hun kaste niet verlaten. In het begin van de Tokugawaperiode werd dit systeem in wetten vastgelegd. Contact met de gewone samenleving werd onmogelijk, gemengde huwelijken waren taboe. Omdat ze een gevaar voor de samenleving zouden vormen, moesten ze duidelijk herkenbaar gemaakt worden door bijvoorbeeld een vaste kledingstijl. Een paar wetten als voorbeeld: het werd verboden voor Eta een traditionele Japanse haarsnit te dragen. Sandalen mochten alleen van ruw stro zijn. In sommige gebieden werden ze verplicht speciale herkenningstekens te dragen, zoals een gele kraag. Naar de Meijiperiode toe ging de situatie sterk achteruit en werden er meer discriminerende wetten uitgevaardigd.

### Emancipatie
Tijdens de Meiji-restauratie (1868) werd het standensysteem afgeschaft en iedereen tot burger (平民, Heimin) verheven, de Eta en Hinin niet meegerekend. Dit gebeurde pas in 1871 door de invoer van Edict nr. 61. De Eta en Hinin werden nieuwe burgers, (新平民, Shinheimin). Dit was de administratieve term, waardoor ze nog steeds van het gewone volk te onderscheiden waren. In totaal werden er ongeveer 280.311 Eta, 23.480 Hinin en 79.095 andere verschoppelingen geregistreerd. De Etadorpen werden eindelijk op de kaart gezet.
Voor de Meijiperiode hadden de Eta een monopolie op bepaalde soorten van de economie. Niet alleen als slachter en leerbewerker, maar ook op bijvoorbeeld de productie van schoeisel of trommels. De komst van grote bedrijven zorgde voor verandering en leidde tot werkloosheid en armoede. Daarboven moesten ze vanaf nu ook belastingen betalen.
De situatie van de Shinheimin verbeterde echter niet, de oude discriminatie zette zich voort. De boeren eisten dat de Shinheimin weer tot hun status van Eta en Hinin vervielen. Ze werden door het emancipatie-edict immers op dezelfde hoogte gesteld en dit was niet in voordeel van de boeren. In 1875 vonden er 11 boerenopstanden plaats, waarbij veel Shinheimindorpen geplunderd en vernield werden. Ook de regering zorgde voor oproer. In het handboek voor gewoonten en gebruiken (van 1880, door de Minister van Justitie) stond te lezen dat de Shinheimin de laagste van alle mensen waren, bijna naar het dierlijke toe.
Omdat de term Shinheimin als denigrerend beschouwd werd, begon men nieuwe termen uit te vinden maar dit bracht geen verbetering. Men vond altijd wel een manier om de outcasts te blijven discrimineren. De Burakumin als term ontstond in het begin van de 20e eeuw; het is de meest neutrale term en wordt nu nog steeds gebruikt.

### Voornaamste ontwikkeling van organisaties voor de rechten van de Burakumin
De eerste organisaties die vochten voor de rechten van de Burakumin kwamen tot stand door het oproer dat de Beweging voor Vrijheid en Burgerrechten in de jaren 1880 veroorzaakte. De Yūwa werden rond die tijd opgericht. Dit waren discussiegroepen voor de Burakumin onder leiding van de regering, die eerder een onderdrukkende werking hadden. De eerste organisatie met een nationaal karakter was de Fellow Citizens Integration Society, opgericht in 1903. Dit waren welgestelde Burakumin die als doel hadden de Burakumin op hetzelfde moreel niveau te krijgen als dat van de doorsnee Japanner. Het principe bij beide organisaties was dat de Burakumin zelf de grootste inspanning moesten leveren om door andere Japanners te aanvaard worden.

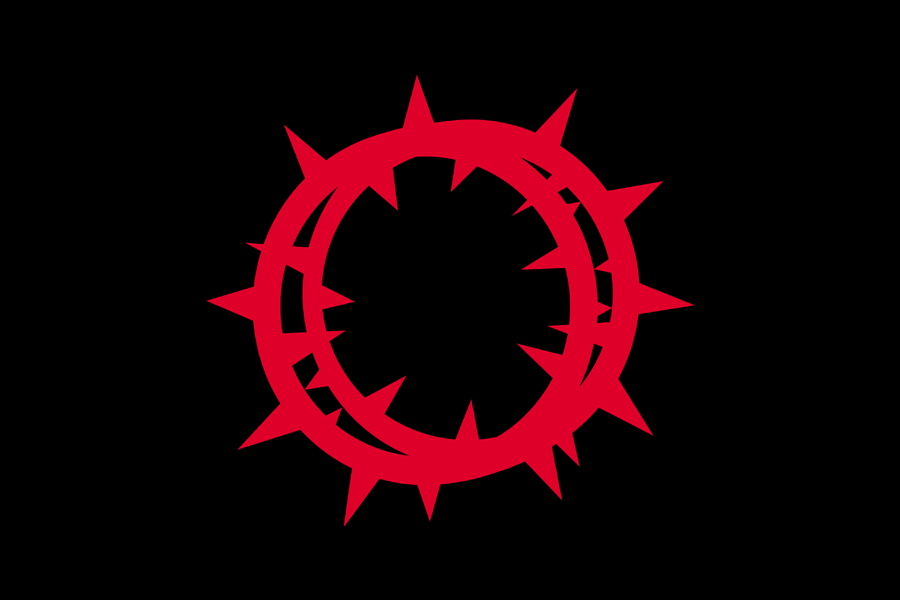
Vlag van de Suiheisha

In 1922 werd de Suiheisha (全国水平社) opgericht. Deze organisatie heeft de belangrijkste bijdrage geleverd voor de Burakumin en is nu nog steeds actief. De Suiheisha is ontstaan door een aantal radicale Burakumin die het niet eens waren met de strategieën van de Yūwaorganisaties. Ze streefden naar volledige vrijheid en gelijkheid van de Burakumin. Door de verschillende gebeurtenissen rond die tijd, bijvoorbeeld de rijstrellen van 1918, zag men in dat men harder moest optreden om toegevingen van de regering te bekomen.
De oorspronkelijke werking van de Suiheisha bestond uit gevallen van discriminatie opsporen en afstraffen. Hierdoor kregen ze aandacht in de pers maar werden ze ook als een harde, gewelddadige organisatie aanzien. De communistische invloed was groot en de regering wou hier de controle over houden, daardoor werden er een groot deel linkse Suiheisha-activisten gearresteerd. Tijdens de oorlog nam extreem rechts de bovenhand en raakten de Suiheisha in de vergetelheid, ze bestonden alleen nog maar bij naam.
In 1946 werd de Suiheisha voortgezet, nu onder de naam The National Commitee for Buraku Liberation (NBCL) en het werd in 1955 verkort tot Buraku Liberation League (BLL). De aanpak van rechtstreekse confrontatie werd minder toegepast, de doeleinden werden praktischer van aard. De verbetering van huisvesting, onderwijs, gezondheid, hygiëne, etc. in de Burakumingemeenschappen stond op de eerste plaats. In samenwerking met de regering was er de Special Measures Law for Dōwa Projects (1969-2002). Er werd maar liefst 6 miljard yen (meer dan 60 miljoen euro) geïnvesteerd in de Burakumingemeenschappen. De International Movement Against All Forms of Discrimination and Racism (IMADR) werd opgericht door de BLL in 1987. Ze kwamen ook op voor de noden van niet-Burakumin, zoals de Ainu en de Koreanen in Japan.
Er zijn drie duidelijke verschillen tussen de BLL en de andere organisaties (zoals de All Japan Dōwa Association en de Zenkairen). Ten eerste moest er duidelijk gemaakt worden dat de Burakumin op vlak van ras of etniciteit niet van de gewone Japanner verschillen. Het tweede punt was dat de BLL niet geloofde dat de discriminatie een restant was van het feodaal stelsel en dat het ging verdwijnen met de ontwikkeling van het kapitalisme. Ten laatste waren ze ervan overtuigd dat het probleem negeren niet betekende dat het vanzelf weg zou gaan.

## Integratie in de maatschappij
Er zijn veel Burakumin die op eigen initiatief zich van hun status willen ontdoen om in de normale samenleving terecht te kunnen komen. Dit is mogelijk maar niet altijd even makkelijk. Door andere Burakumin worden ze soms als verraders beschouwd.
Als men in Japan voor een lange tijd een contract aangaat met iemand, bijvoorbeeld werk- of huwelijk gerelateerd, wordt de achtergrond van de persoon in kwestie grondig onderzocht. Detective bureaus zijn heel populair om dit te doen. Hoewel het inkijken van een koseki (familieregister, vergelijkbaar met de burgerlijke stand in België) door derden sinds 1975 verboden is, circuleren er nog steeds lijsten met allerlei informatie. Er bestaat zelfs een boek waar Burakumin van over heel Japan in opgetekend staan. Meer dan 200 grote bedrijven, waaronder Toyota en Nissan, waren in het bezit van zo een boek. Ondanks het verbod is het echter onmogelijk om alle kopieën van zulke documenten te detecteren.
Om zich in de gewone samenleving te integreren als Burakumin is de gemakkelijkste weg een beroep te zoeken in een milieu waarbij het verleden niet van belang is. Zo komen veel Burakumin in de Japanse maffia (Yakuza) terecht, die voor 60% uit Burakumin bestaat. De bekendste Yakuzafamilie, de Yamaguchi-Gumi, bestaat maar liefst voor 70% uit Burakumin. Vrouwen komen vaak terecht in de prostitutie of bars. Op deze manier kan men in een korte tijd veel aanzien verwerven.
De andere weg is de meest begeerde, het streven naar een gewoon leven zoals dat van een alledaagse Japanner. Het is een weg van opoffering en onzekerheden. Van groot belang is de koseki, waar het verleden van de familie (ook de woonplaats) is in opgetekend. De koseki moet men laten registreren in een niet-Burakumindistrict en elke verwijzing naar de Burakumin moet verwijderd worden; hier zijn goede connecties en veel geld voor nodig. Dit moet eerst gebeuren voordat men vast werk gaat zoeken, aangezien de kans bestaat dat hun Burakuminachtergrond ontdekt wordt. Eens men een stabiel inkomen heeft verkregen, zoekt men naar degelijk onderwijs voor de kinderen. Een goede opleiding en een baan zorgen voor aanzien. De kinderen laten trouwen met een niet-Burakumin is het doel van al de inspanning, dit is de kans op een toekomst in de gewone Japanse samenleving. Elk contact met de vroegere omgeving moet gemeden worden want de Burakuminafkomst zou weleens ontdekt kunnen worden.

## Hedendaagse situatie
De lange geschiedenis van discriminatie is op dit moment nog steeds merkbaar in Japan. De regering en de bovenstaande organisaties hebben tal van projecten met succes opgestart. Hierdoor zijn de levensomstandigheden al verbeterd, maar nog niet optimaal.
De Burakumingemeenschap bestaat niet enkel uit de nakomelingen van hun voorouders, de Eta en Hinin, maar ook iedereen die ermee in contact staat. Men wordt tegenwoordig ook als Burakumin aangezien door bijvoorbeeld woonachtig te zijn in een Burakumingebied of als men een minderwaardig, onrein beroep uitoefent. Al deze personen kunnen in principe discriminatieproblemen ondervinden.
Enquêtes stellen vast dat een derde van de Burakumin zich ooit al eens van hun rechten ontnomen hebben gevoeld. Dit vooral bij gebeurtenissen op het werk, op school of met betrekking tot huwelijk. Ook het inkomen van de Burakumin ligt gemiddeld lager dan dat van een doorsnee Japanner. Iemand van Burakuafkomst houdt zijn identiteit tot op vandaag de dag dus liever geheim.
Een onderzoek naar de Burakumin (1993, door de Japanse regering) stelt vast dat er officieel 4.533 Burakugemeenschappen over heel Japan, 298.835 huishoudens en 892.751 Burakumin zijn (ongeveer 2% van de hele samenleving). Doordat er veel Burakumin hun identiteit geheim houden, kan dit cijfer in de praktijk hoger zijn. De BLL stelt dat er ongeveer 3 miljoen Burakumin in ongeveer 6000 Burakugemeenschappen zouden zijn.

## Chronologisch overzicht
| Jaar | Gebeurtenis                                                                                       |
| ---- | ------------------------------------------------------------------------------------------------- |
| 1868 | Meiji-restauratie                                                                                 |
| 1871 | Emancipatie-edict: Eta en Hinin verheven tot Shinheimin                                           |
| 1875 | Boerenopstanden tegen Shinheimin                                                                  |
| 1880 | opkomst van de Beweging voor Vrijheid en Burgerrechten Yūwa Undō (Integrationist Movement)        |
| 1903 | Dainippon Dōhō Yūwakai (Fellow Citizens Integration Society)                                      |
| 1918 | De rijstrellen                                                                                    |
| 1922 | Suiheisha                                                                                         |
| 1930 | De Suiheisha werd meer links gericht, banden met arbeiders- en boerenbewegingen                   |
| 1942 | Ontbinding van de Suiheisha                                                                       |
| 1946 | The National Committee for Buraku Liberation (NCBL)                                               |
| 1955 | Hernoeming van NCBL tot Buraku Liberation League (BLL)                                            |
| 1960 | All Japan Dōwa Association (voortzetting vooroorlogse Yūwaorganisaties)                           |
| 1969 | Speciale Measures Law for Dōwa Projects                                                           |
| 1976 | Verbod inkijken van een koseki door derden                                                        |
| 1979 | Zenkairen (National Buraku Liberation Alliance)                                                   |
| 1987 | Oprichting International Movement Against All Forms of Discrimination and Racism (IMADR) door BLL |
| 2002 | Einde Speciale Measures Law for Dōwa Projects                                                     |
| 2004 | Einde van de Zenkairen (National Buraku Liberation Alliance)                                      |

## Thema in literatuur en film
- Hakai (破戒, The Broken Commandment)

Hakai is een roman geschreven door Shimazaki Tōson in 1906. Het behandelt het moeilijke integratieproces van de Burakumin in de normale Japanse samenleving. Het hoofdpersonage worstelt met zijn Burakuminachtergrond die hij geheim moet houden van zijn vader, maar anderzijds wil hij opkomen voor zichzelf. Het boek was zeer controversieel voor zijn tijd omdat het over de outcasts van de maatschappij gaat. Toch won het aan populariteit en is het een invloedrijk werk dat de Burakuminproblematiek meer op de voorgrond heeft geplaatst. Het boek is drie keer verfilmd.
- Okuribito (おくりびと, Departures[23])

Departures is een film van 2008 geregisseerd door Yōjirō Takita, die verschillende prijzen gewonnen heeft. Het verhaal gaat over een man die een job krijgt bij een begrafenisondernemer. Hij schaamt zich voor zijn werk maar het betaalt goed. Hij probeert dit geheim te houden voor zijn familie en vriendin, wat niet altijd even makkelijk is.